# Tricalle

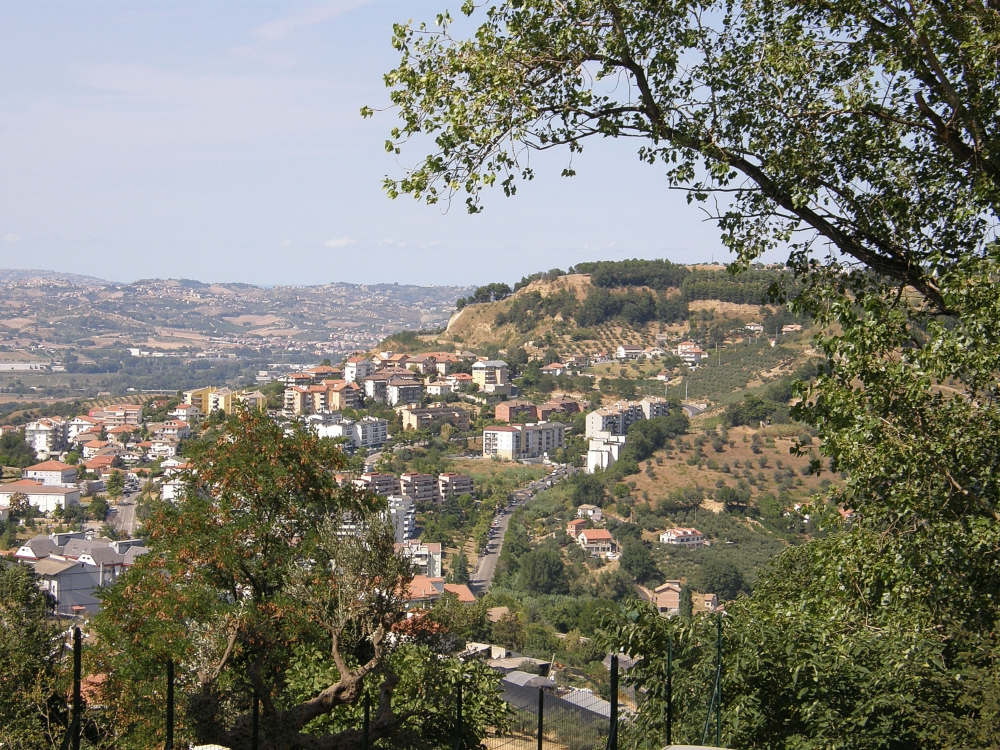
Veduta panoramica del quartiere Tricalle

Il Tricalle (detto anche "Chieti Tricalle") è un quartiere della città di Chieti. Essa è una delle aree più popolate della città teatina, vi sono localizzati la Chiesa di Santa Maria del Tricalle (una delle più antiche della città risalente al '500), il PalaTricalle adibito alle manifestazioni sportive e la Chiesa di San Francesco Caracciolo.

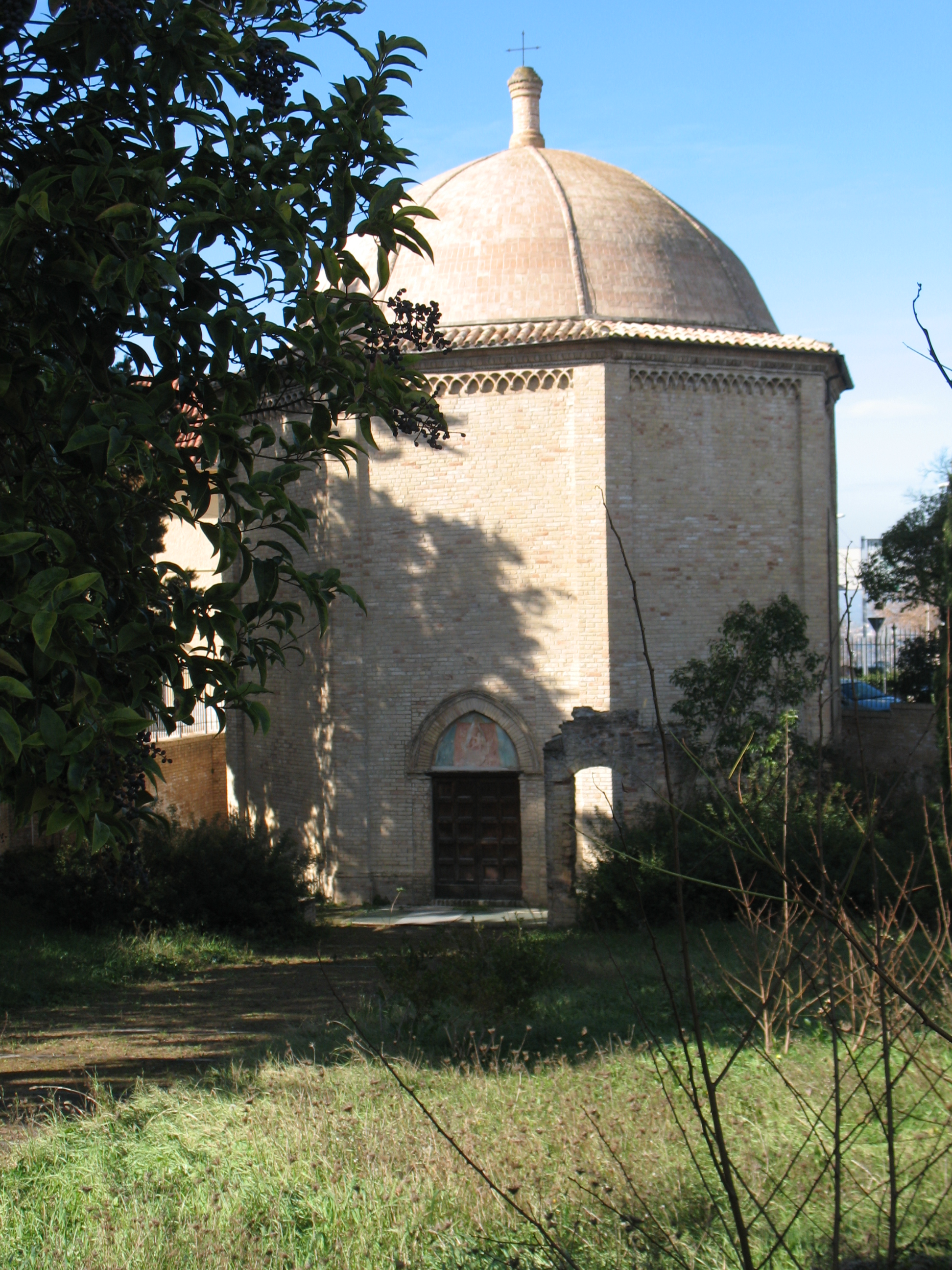
Chiesa Santa Maria del Tricalle

## Storia
Il nome del quartiere deriva dalla presenza di un tempio pagano dedicato alla Diana Trivia situato in origine dove ora sorge la chiesa di San Maria del Tricalle, all'incontro di tribus callis (tre colli, Colle Trivio,  Colle San Martino, 
Colle San Salvatore) , da cui in origine il nome Tricaglio per poi chiamarsi Tricalle. La chiesa presenta una pianta ottagonale e fu costruita su'altra chiesa medievale, che occupa a sua volta la pianta di un tempio romano; infatti edificio presenta una cupola centrale a botte e una pianta circolare dell'antico tempio romano. La chiesa è stata restaurata nell'800 sotto il controllo di Vincenzo Zecca col rifacimemto della cupola.
Il colle, per la presenza del tempio romano, era frequentato sib dall'epoca italica e romana, poiché era la strada secolare che da Chieti (Teate Marrucinorum) si attraversava per arrivare al porto di Aterno, ossia Pescara. Dal mare si arrivava a Chieti da Porta Santa Maria o Porta Pescara. Alcuni sostengono che esisterebbero dei cunicoli sotterranei che collegano il Tricalle a piazza San Giustino.
Durante il medioevo la strada fu sempre usata, fu realizzata la chiesa. Nel XVI secolo, secondo la leggenda, una cona votiva della Madonna, colpita dal sasso di un carrettiere spergiuro, fece un prodigio ingoiando il bestemmiatore, come riporta la leggenda scritta da Girolamo Nicolino; in loco fu eretta la chiesa della Madonna delle Grazie. Il quartiere fu lambito nel '900 dalla funivia che portava a Chieti alta, collegandola con la stazione ferroviaria. Il percorso passava accanto alla chiesa di Santa Maria. Nel XVI secolo altresì fu costruita una monumentale fontana dai patrizi teatini Valignani, per l'approvvigionamento, tale fontana a muro è detta Fonte delli Cannelli.
Nel corso degli anni '60 il quartiere si è notevolmente sviluppato, anche se in maniera disordinata, partendo dal piazzale Tricalle, dove fu eretta la nuova parrocchia di San Francesco Caracciolo; spandendosi verso Madonna delle Piane, San Salvatore e San Martino, e verso Chieti alta, lungo via dei Marsi, fino alla Circonvallazione Salomone a Porta Pescara.

## Descrizione e luoghi d'interesse
Il quartiere è di moderna espansione, poiché sino ai primi anni '50 esistevano solo alcune case che sorgevano attorno alla chiesetta di Santa Maria del Tricaglio, oggi situata nel Piazzale Tricalle, di fronte alla moderna parrocchia di San Francesco Caracciolo. Con l'espansione edilizia della città, il nucleo storico è stato compreso nell'attraversamento della Strada statale 649 "Pietragrossa",. che si biforca nell'uscita per Torrevecchia Teatina, Chieti Scalo zona ospedale e università, e nel viadotto di San Martino che immette all'ingresso dell'autostrada A14, mentre dall'altra parte, a est, lambisce il quartiere residenziale Madonna del Freddo, sotto Chieti alta, e si raccorda alla Strada provinciale 221 mediante gli ingressi per Guardiagrele-Ripa Teatina-Francavilla al Mare.
Il quartiere oggi è diviso in tre nuclei: quello centrale del Piazzale Tricalle con la chiesa di San Francesco, e le due strade di viale dei Vestini che conduce all'ospedale e all'università, la via dei Frentani che a nord porta alle contrade di Villa Obletter e Villa degli Ulivi, verso Torrevecchia (questa porzione del quartiere costituisce il secondo nucleo abitativo residenziale), infine l'ultimo nucleo che si raccorda con la città alta di Chieti, mediante la salita di via dei Marsi, poi via Tricalle, che è il viale principale, mentre una seconda strada, la via Picena immette al viale Silvino Olivieri e di conseguenza a Piazza Garibaldi, nel quartiere Sacro Cuore o Sant'Anna.

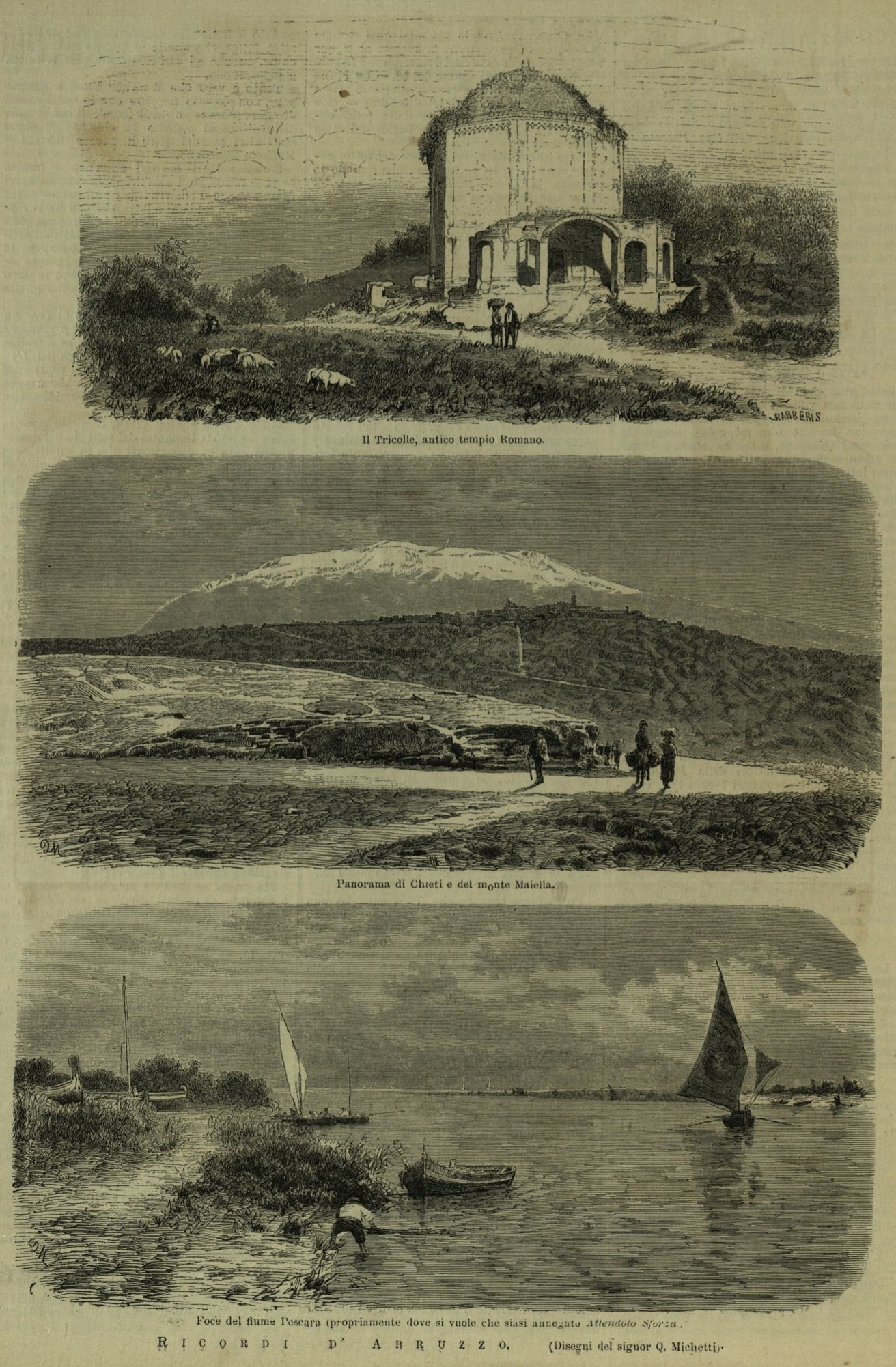
Tre disegni del pittore Francesco Paolo Michetti per la serie "Ricordi d'Abruzzo" de L'illustrazione italiana (1877): in cima la chiesetta del Tricalle, nel mezzo la piana dello Scalo e di Chieti sotto il massiccio della Majella, e in basso la spiaggia di Pescara

- Chiesa di Santa Maria del Tricalle (o del Tricaglio): attigua la chiesa nuova parrocchiale di San Francesco Caracciolo. Deve il nome alla zona di tre colli, per cui in latino era detta "Sancta Maria a Tribus Callis", presso l'incrocio delle tre strade maestre. Risulta il prodotto dell'attenzione rivolta in Abruzzo ai templi a pianta centrale rinascimentale, come ad esempio anche il Duomo di San Flaviano di Giulianova. La costruzione originale risulta documentata nel 1317, sui resti di un tempio pagano dedicato a Diana "Trivia". Riedificata e trasformata nel XV secolo, e poi ancora in un corposo restauro del 1879, con l'aggiunta della cupola ovoidale, delle paraste angolari e della cornice ad archetti intrecciati, ovuli e palmetti. Fu usata come chiesa cimiteriale per i condannati a morte nel Settecento, e successivamente negli anni '60, con la sovrappopolazione del quartiere Tricalle, fu ingabbiata in un contesto urbano di palazzi moderni, perdendo la bellezza di chiesa di campagna, subentrando inoltre alla parrocchia della nuova chiesa di San Francesco Caracciolo, a pochi passi. Fu sede della parrocchia di San Francesco Caracciolo fin verso la fine degli anni '70 - quando cioè venne terminata ed aperta al culto la chiesa nuova.

La chiesetta conserva la pianta ottagonale resti del porticato, il portale a sesto acuto gotico con lunetta decorata dall'affresco della Madonna col Bambino. L'interno è molto semplice, con delle nicchie incorniciate da arcate rinascimentali.
- Chiesa parrocchiale di San Francesco Caracciolo: visibile anche dalla Statale 649, è nel Piazzale Tricalle, al centro del rione. La chiesa è stata realizzata a partire dal 1963 - anno dell'erezione canonica della parrocchia omonima - con l'unione di più corpi di fabbrica, che mostrano le divisioni di spazio lungo i fianchi, fino a comporre la facciata a capanna, caratterizzata da aperture strette per permettere il passaggio della luce, e il semplice cemento. Il campanile ripropone lo stesso motivo dell'impianto, formato da più lastre cementizie rettangolari, che compongono un parallelepipedo. Ad oggi è la chiesa più grande e capiente del centro abitato cittadino.

L'interno è a navata unica con tre grandi vetrate policrome presso l'abside ed una grande vetrata sul lato destro del portone d'ingresso principale: le tre vetrate nella zona absidale, al limitare del coro, rappresentano San Francesco Caracciolo, San Gabriele dell'Addolorata e Sant'Antonio da Padova; la grande vetrata sul lato destro della facciata rappresenta nell'insieme tutti i riferimenti alla Gerusalemme celeste dell'Apocalisse. Al centro della facciata è posta una piccola balconata, decorata con un mosaico rappresentante il mezzo busto di San Francesco Caracciolo in adorazione del Santissimo Sacramento. Alla balconata si accede attraverso una vetrata mobile a due ante, che rappresenta la figura biblica della cerva anelante i corsi d'acqua (Salmo 41). La piccola balconata è sovrastata da una croce, anch'essa a vetrata, che quasi raggiunge il tetto, spiovente, in cemento. All'interno, sul lato del muro d'ingresso è presente un mosaico a grandezza naturale rappresentante il Cristo crocifisso, San Rocco e Santa Rita da Cascia. Sui muri laterali dell'unica navata, all'altezza dei due pilastri portanti, sono affisse due grandi ceramiche a muro della Vergine Maria col titolo di Madre della Chiesa (sul lato sinistro, guardando verso l'altare) e di San Giuseppe (sul lato opposto).  Il complesso è composto da cemento, marmi chiari e mattoni faccia vista. L'altare, il tabernacolo, l'ambone ed il fonte battesimale sono decorati con ceramiche bianche.
- Chiesa di Santa Maria delle Grazie: lungo la via dei Marsi, venne eretta nel 1624 da Monsignor Maesilio Peruzzi, costruita dall'architetto Andrea Scarcia, presso il luogo di un'icona molto venerata, oggi inglobata nell'edificio barocco. L'architettura è simile a quella delle chiese teatine della campagna, ossia una pianta rettangolare con la facciata a capanna, il cui ingresso è preceduto da un portico a edicola con un solo fornice monumentale. Tale schema architettonico è presente in altre chiese come quella della Madonna delle Piane, di San Salvatore e della Madonna del Freddo. La facciata è stata ristrutturata nel primo Novecento con l'aggiunta di intonaco bianco, e decorazioni in rilievo presso il coronamento dell'architrave a timpano triangolare, riproducendo dei motivi cari al romanico toscano. Al centro della facciata si trova una nicchia con una statua della Vergine col Bambino, e sotto un oculo in asse. La leggenda dell'edicola votiva vuole che in un giorno di pioggia, passava per quella via un carrettiere. Impantanatosi il carro, il contadino per la rabbia gettò un sasso contro l'icona, che rimase sfregiata, iniziando a sgorgare sangue dalla zona danneggiata. Nel frattempo una voragine si aprì sotto i piedi del carrettiere, che fu inghiottito con tutto il convoglio. Il giorno viene fatto ricadere sul 2 luglio, giorno della festa della Madonna. L'icona allora venne sempre più venerata dai contadini per ingraziarsi la Vergine offesa, e vennero elargite delle somme per edificare una chiesa in suo onore. Sempre la leggenda vuole che la notte del 2 luglio il fosso della terra richeggi di imprecazioni e bestemmie del carrettiere inghiottito dal terreno.

- Chiesa del Carminiello: nella località Villa degli Ulivi, si trova lungo via dei Frentani in direzione di Torrevecchia Teatina. Fa parte della cappelle rurali teatine sorte nel XVIII secolo, come dimostra la facciata chiaramente tardo-barocca, scandita da cornici marcapiano a da due coppie di paraste. L'insieme in mattoni faccia vista è molto semplice, così come l'interno a navata unica

- Chiesa del Santissimo Salvatore: nella località omonima, risalirebbe all'XI secolo, facente parte della giurisdizione di San Giustino. Col passare dei secoli sorse un insediamento abitativo di case rurali e la chiesa venne ampliata, fino a raggiungere l'aspetto attuale, di fattezze settecentesche. Come quasi tutte le chiese delle contrade di Chieti, ha l'ingresso preceduto da un piccolo portico a edicola.

- Fonte dei Cannelli: si trova all'imbocco di via dei Marsi da via Fonte Vecchia. Si tratta di una storica costruzione molto articolata, composta da un fronte in mattoni, costituito da muro di contenimento della collina, e nove vasche separate da contrafforti, ugualmente in mattoni, che si riducono progressivamente verso l'alto, dove diventano lesene. Le centrali sono più alte e decorate da bugnato, al di sopra della vasca mezzana c'è il muro a forma di timpano, privo di cornice e architrave, sul quale è inserito lo stemma di pietra a forma di scudo sormontato da una corona e cinque fiori, ossia lo stemma civico di Chieti con il rilievo del guerriero Achille a cavallo, tutto intorno la decorazione è costituita da volute e in basso da fregi. Al di sopra delle altre otto vasche corre una fascia in mattoni, che delimita una superficie su cui è inserito un cartello in pietra che ne indica la funzione: da sinistra la prima vasca è prima , usata per varie mansioni, la seconda era usata come abbeveratoio, la terza per attingere, la quarta come abbeveratoio delle bestie, a destra la prima vasca è indicata come zona di risciacquo dei panni, e le altre tre erano usate come lavaggio. La vasca centrale maggiore è alimentata da tre cannelli, sporgenti da rosone in pietra e connessi da un cunicolo, con pareti a volta in mattoni, che corre dietro il fronte.

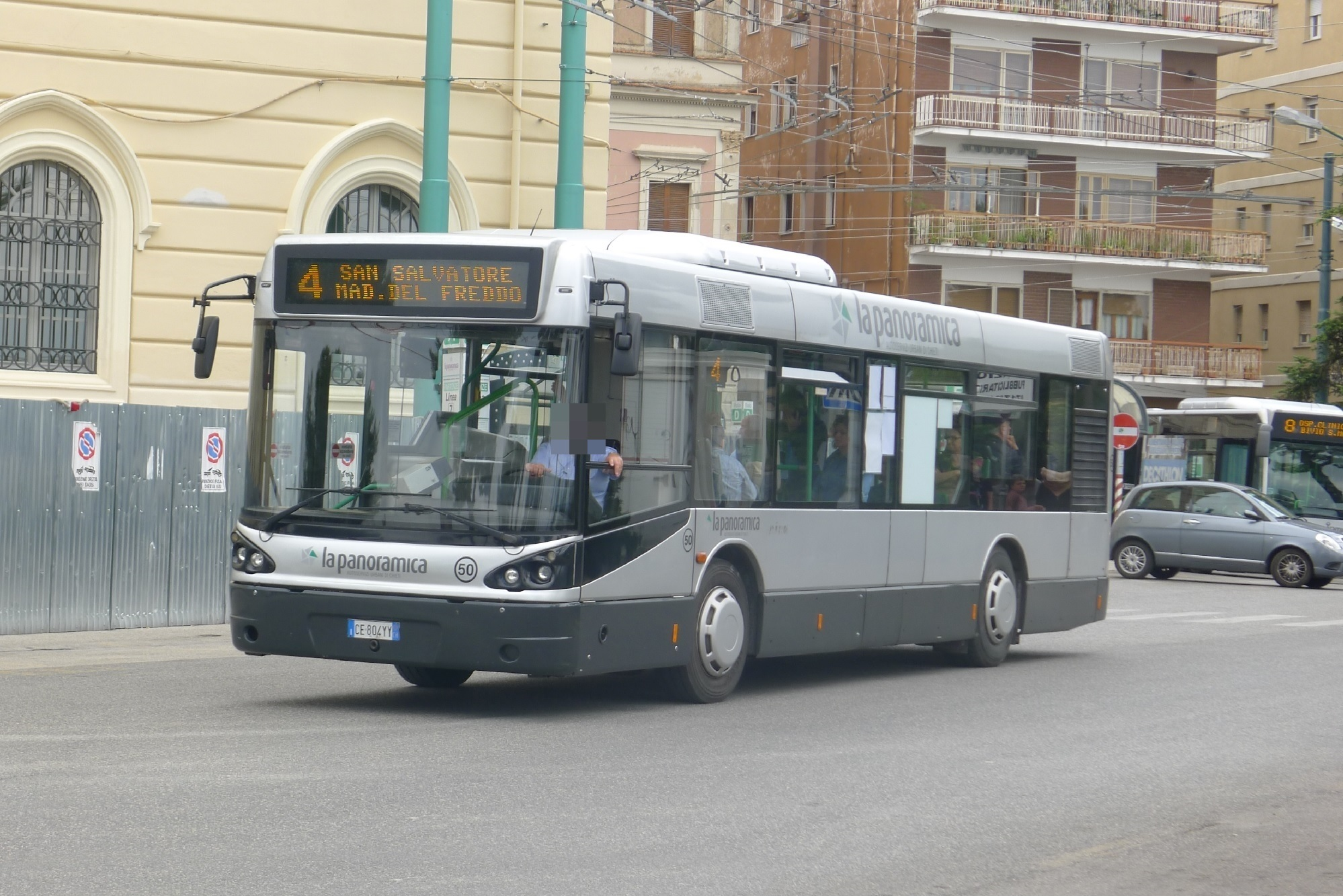
Bus dell'autolinea La Panoramica, in Largo Cavallerizza a Chieti

## Servizi comunitari
- PalaTricalle "Sandro Leombroni": in via dei Peligni, è un palazzetto dello sport edificato nel 1984 e ristrutturato ampiamente nel 2007, ha capienza di 2600 posti. Nel restauro è stata aumentata la capienza, adeguamento sismico, e con modernizzazione degli impianti per riprese televisive e dirette delle partite disputate attraverso due mega schermi. Il palazzetto è dotato di soffitto alto a volta che poggia su tribune triangolari, quattro vani di entrate agli angoli della base a pianta quadrata, e adiacente ampio parcheggio per gli spettatori, ad uso esclusivo e servito di due rampe di accesso carrabili. Nel 2011 il palazzetto è stato intitolato al cestista di pallacanestro Alessandro Leombroni, scomparso prematuramente nel 2004.

- Polizia stradale Tricalle: in via dei Frentani
- Istituto comprensivo di Chieti N.2: scuola primaria, scuola dell'infanzia, in via Dei Frentani
- Farmacia comunale sede N.3 Piazzale Tricalle

## Servizio trasporti
- Autolinea "La Panoramica": avente la sede lungo via Picena, segue il percorso via Federico Salomone, via Picena, via Tricalle, via dei Marsi (per destinazione ospedale-università), oppure a via Tricalle svolta per viale Gran Sasso per la destinazione terminal bus, e lo stesso tracciato è percorso al contrario dal viale dei Vestini, zona ospedale, per risalire a via dei Marsi per raggiungere il centro di Chieti.